# قائمة الأحزاب السياسية اليونانية
قبل انتخابات عام 2012 كان النظام السياسي في اليونان هو نظام الحزبين. كانت الأحزاب المهيمنة هي الديمقراطية الجديدة والحركة الاشتراكية الهلينية. يحتاج الحزب يحتاج إلى تجاوز عتبة 3٪ في التصويت الشعبي لدخول البرلمان في ظل النظام الانتخابي الحالي

## الأحزاب الممثلة
| الحزب | الحزب | الحزب | اختصار         | القائد                           | البرلمان  | البرلمان الأوروبي | الأيديولوجيا                                                                | الطيف السياسي          | الانتماء الدولي                                    | الانتماء الأوروبي                 |
| ----- | ----- | --- | -------------- | -------------------------------- | --------- | ----------------- | --------------------------------------------------------------------------- | ---------------------- | -------------------------------------------------- | --------------------------------- |
|       |       | الديمقراطية الجديدة، Νέα Δημοκρατία، Néa Dimokratía                                                                    | ND، ΝΔ         | كيرياكوس ميتسوتاكيس، الرئيس      | 157 / 300 | 8 / 21            | محافظة ليبرالية، ديمقراطية مسيحية، الموالية الأوروبية،                      | يمين الوسط             | الاتحاد الديمقراطي الدولي، الوسط الديمقراطي الدولي | حزب الشعب الأوروبي                |
|       |       | ائتلاف اليسار الراديكالي، Συνασπισμός Ριζοσπαστικής Αριστεράς، Sinaspismós Rizospastikís Aristerás                     | SYRIZA، ΣΥΡΙΖΑ | أليكسيس تسيبراس، الزعيم          | 85 / 300  | 6 / 21            | الاشتراكية الديمقراطية، ديمقراطية اجتماعية، علمانية، الموالية الأوروبية،    | يسار الوسط إلى يسارية  | –                                                  | حزب اليسار الأوروبي               |
|       |       | الحركة من أجل التغيير، Κίνημα Αλλαγής، Kinima Allagis                                                                  | KINAL، ΚΙΝΑΛ   | نيكوس أندرولاكيس، الرئيس         | 22 / 300  | 2 / 21            | ديمقراطية اجتماعية، الموالية الأوروبية                                      | يسار الوسط             | الأممية الاشتراكية، التحالف التقدمي                | حزب الاشتراكيين الأوروبيين        |
|       |       | الحزب الشيوعي اليوناني، Κομμουνιστικό Κόμμα Ελλάδας، Kommounistikó Kómma Elládas                                       | KKE            | ديميتريس كوتسومباس، الأمين العام | 15 / 300  | 2 / 21            | شيوعية، ماركسية لينينية، شكوكية أوروبية                                     | أقصى اليسار            | اللقاء العالمي للأحزاب الشيوعية والعمالية          | مبادرة الأحزاب الشيوعية والعمالية |
|       |       | الحل اليوناني، Ελληνική Λύση، Ellinikí Lýsi                                                                            | EL، ΕΛ         | كيرياكوس فيلوبولوس، الرئيس       | 10 / 300  | 1 / 21            | عصبية قومية، محافظة اجتماعية، سياسة محافظة، شعبوية يمينية                   | يمينية إلى أقصى اليمين | –                                                  | المحافظون والإصلاحيون الأوروبيون  |
|       |       | جبهة العصيان الواقعي الأوروبي 25، Μέτωπο Ευρωπαϊκής Ρεαλιστικής Ανυπακοής25، Μétopo Evropaikís Realistikís Anypakoís25 | MeRA، ΜέΡΑ     | يانيس فاروفاكيس، الأمين العام    | 8 / 300   | 0 / 21            | الاشتراكية الديمقراطية، اشتراكية السوق، تقدمية، نقابية، الموالية الأوروبية، | يسارية                 | التقدمية الدولية                                   | حركة الديمقراطية في أوروبا 2025   |

## وصلات الخارجية
- Lyrintzis، Christos (March-2005). "The Changing Party System: Stable Democracy, Contested 'Modernisation'". West European Politics. ج. 28 ع. 2: 242–259. DOI:10.1080/01402380500058845. مؤرشف من الأصل في 2022-04-07. {{استشهاد بدورية محكمة}}: تحقق من التاريخ في: |تاريخ= (مساعدة)

- Pappas، Takis S. (April-2003). "The transformation of the Greek party system since 1951". West European Politics. ج. 26 ع. 2: 90–114. DOI:10.1080/01402380512331341121. مؤرشف من الأصل في 2022-04-07. {{استشهاد بدورية محكمة}}: تحقق من التاريخ في: |تاريخ= (مساعدة)